# Stichtse Lustwarande
De Stichtse Lustwarande is een lange reeks van meer dan honderd buitenplaatsen en landgoederen langs de zuidwestelijke rand van de Utrechtse Heuvelrug. Deze reeks strekt zich uit van De Bilt tot Rhenen.
Enkele voorbeelden zijn:
- Beerschoten (De Bilt)
- Huis Doorn (Doorn)
- Hardenbroek (Driebergen)
- Moersbergen (Doorn)
- De Reehorst (Driebergen)
- Wulperhorst (Zeist)

Aan het einde van de 18e eeuw hebben vele rijke Hollanders daar grote buitenplaatsen aangelegd, waar ze een paar maanden per jaar konden verblijven. In die tijd was de grond daar relatief goedkoop. De meeste van deze buitenplaatsen liggen langs de huidige N225. Gezien de vaak hoge onderhoudskosten zijn vele overgegaan van particuliere eigenaren naar bedrijven, die er veelal kantoren gevestigd hebben. Een aantal is in verval geraakt of gesloopt..
Enigszins aansluitend op de Stichtse Lustwarande, maar niet daartoe behorend, is een groep landgoederen in de Laagte van Pijnenburg.